# Koprivnik (gmina Kostanjevica na Krki)
Koprivnik – wieś w Słowenii, w gminie Kostanjevica na Krki. W 2018 roku liczyła 10 mieszkańców.